# Heather Stephens
Pour les articles homonymes, voir Stephens.
Heather Stephens, née le 3 novembre 1971  à Linden au Texas, est une actrice américaine.

## Filmographie

### Cinéma
- 1996 : Dead of Ni3 novembre Dead of Night
- 1997 : Lost Highway
- 1997 : Le Pic de Dante
- 1997 : La Disparition de Kevin Johnson (The Disappearance of Kevin Johnson)
- 1998 : With Friends Like These... (en)
- 1999 : Clubland (en)
- 1999 : Blue Ridge Fall
- 2000 : Cercle fermé (The In Crowd)
- 2001 : Tomcats
- 2010 : My Girlfriend's Boyfriend de Daryn Tufts : Sarah
- 2010 : Father vs. Son : Darlene Pickett

### Télévision
- 1995 : The Watcher (en)
- 1995 : Le Drew Carey Show (The Drew Carey Show)
- 1997 : Cybill
- 1997 : Beverly Hills (Beverly Hills, 90210)
- 1997 : Boston Common
- 1997 : Steel Chariots
- 1998 : Alerte à Malibu (Baywatch)
- 1998 : Un si long sommeil
- 2000 : Angel
- 2001 : Men, Women & Dogs
- 2002 : FBI : Portés disparus (Without a Trace)
- 2003 : Splitsville
- 2005 : 20 Things to Do Before You're 30
- 2005 : Las Vegas
- 2005 : Desperate Housewives : Kendra Taylor
- 2005 : Les Experts (CSI: Crime Scene Investigation)
- 2006 : Our Thirties
- 2006 : Saved
- 2006 : Les Experts : Miami (CSI: Miami)
- 2009 : Forgotten